# Matilde Alba Swann
Matilde Kirilovsky de Creimer (Berisso, 24 de febrero de 1912 - La Plata, 13 de septiembre de 2000), también conocida por su pseudónimo literario Matilde Alba Swann, fue una escritora, poetisa, periodista y abogada argentina. Fue una de las primeras mujeres que obtuvo el título de abogada en la Universidad Nacional de La Plata, provincia de Buenos Aires, en el año 1933.
Publicó ocho libros de poesía e innumerables artículos periodísticos. Fue corresponsal de guerra para el diario El Día en la guerra de Malvinas. También se desempeñó como presidenta de la Filial La Plata de la Sociedad Argentina de Escritores.

## Reconocimientos
Entre los premios, menciones y honores que recibió a lo largo de su carrera se destacan:
Promoción para el premio Nobel de Literatura 1992
Premio Santa Clara de Asís (1991), otorgado por La Liga de Madres de Familia
Premio Provincia de Buenos Aires -poesía- 1991
Premio Dedicación a la Minoridad, otorgado por el Ateneo Rotario
Ciudadana Ilustre Post Mortem de la  Ciudad de La Plata, declarado por el Concejo Deliberante de la Ciudad de La Plata el 24 de agosto de 2005